# HAT-P-4
HAT-P-4 är en dubbelstjärna i den mellersta delen av stjärnbilden Björnvaktaren, som också har variabelbeteckningen BD+36°2593. Den har en skenbar magnitud av ca 11,2 och kräver ett teleskop för att kunna observeras. Baserat på parallax enligt Gaia Data Release 2 på ca 3,1 mas, beräknas den befinna sig på ett avstånd på ca 1 060 ljusår (ca 324 parsek) från solen.

## Egenskaper
Primärstjärnan HAT-P-4A är en gul till vit stjärna i huvudserien av spektralklass G0 V, 
Den har en massa som är ca 1,3 solmassor, en radie som är ca 1,6 solradier och har ca 0,41 gånger solens utstrålning av energi från dess fotosfär vid en effektiv temperatur av ca 5 900 K.
HAT-P-4 är en dubbelstjärna bestående av två stjärnor i huvudserien av spektraltyp G0 respektive G2. Följeslagaren HAT-P-4B ligger separerad med 91,76 bågsekunder vid en positionsvinkel av 163,97°. Observerad projicerad separation är 28 446 AE. Konstellationen visar ett överskott av infraröd strålning av okänt ursprung.

## Planetsystem
Primärstjärnan är värd för en transisterande exoplanet HAT-P-4b.
| Planet | Massa            | Halv storaxel (AE) | Siderisk omloppstid (d) | Excentricitet | Inklination | Radie           |
| ------ | ---------------- | ------------------ | ----------------------- | ------------- | ----------- | --------------- |
| b      | 0,651 ± 0,033 MJ | 0,04449 ± 0,00083  | 3,0565254 ± 0,0000012   | <0,073 ±      | -           | 1,28 ± 0,015 RJ |